# Сугоняко, Александр Анатольевич
Алекса́ндр Анато́льевич Сугоня́ко  (24 апреля 1953, Араповичи) — украинский политик, экономист и общественный деятель.
Родился 24 апреля 1953 года, в Араповичах (Новгород-Северский район, Черниговская область), в крестьянской семье.

## Образование
В 1975 году закончил Винницкий филиал Киевского политехнического института. По специальности — радиоинженер.

## Карьера
Работал рабочим, мастером, начальником цеха, начальником Житомирского районного узла связи, преподавателем политэкономии в Житомирском филиале Киевского политехнического института.
С мая по октябрь 1986 года участвовал в ликвидации аварии на ЧАЭС.

## Общественная и политическая деятельность
Один из основателей и организаторов деятельности Гражданского фронта содействия перестройке на Житомирщине в 1989—1990 гг.
В украинскую политику был введён житомирской журналисткой Аллой Ярошинской, у которой был доверенным лицом на выборах народных депутатов СССР. В 1990 году Ярошинская предложила его кандидатуру на выборы в ВР УССР 12-го созыва. Во втором туре был избран народным депутатом Украины в Королёвском избирательном округе № 154 (Житомир). Работал в постоянной Комиссии Верховной Рады Украины по вопросам экономической реформы и управления народным хозяйством, занимал должность главы подкомиссии. Входил в Народный Совет.
Был членом КПСС. В мае 1990 года — один из основателей Социал-демократической партии Украины, с ноября 1990 года — член Правления СДПУ, с 27 октября 1991 года — первый председатель партии (избран на II-м внеочередном съезде партии в Донецке). В мае 1992 года на ІІІ-м съезде СДПУ уступил лидерство Юрию Збитневу, который покинул съезд в знак протеста против нарушений устава партии в его работе. Впоследствии Сугоняко отошёл от партийной деятельности, сосредоточившись на профессиональной и общественной работе.
Занимался вопросом формирования национальной денежной системы Украины. Организовал ряд международных и национальных конференций, выпуск серии книг по проблемам внедрения и стабилизации национальной валюты, развития банковской системы. В мае 1992 г. был председателем оргкомитета Международной конференции высокого уровня «Проблемы внедрения национальной валюты в странах Центральной и Восточной Европы — Практические аспекты», которая проводилась Верховной Радой Украины при поддержке Национального банка Украины и Экономической службы Президента Украины.
В апреле 1993 года избран Президентом Ассоциации украинских банков (АУБ), с тех пор занимается вопросами развития банковской системы Украины, защиты интересов коммерческих банков.
17 февраля 2016 года депутаты Верховной Рады Украины от фракции «Блок Петра Порошенко» Александр Сугоняко и Сергей Каплин сообщили о своём решении выйти из состава коалиции депутатских фракций «Европейская Украина». Ныне А. Сугоняко формально возглавляет Социал-демократическую партию (бывшую «Партию простых людей» Каплина).

## Выход банков из АУБ
В 2012 году в связи с конфликтом между Александром Сугоняко и председателем НБУ Сергеем Арбузовым, основные крупные банки Украины (такие, как ПриватБанк, Укрсоцбанк, ВТБ) заявили о своём выходе из АУБ. Согласно комментарию главы Правления «Укрсоцбанка» Бориса Тимонькина, «…не было конфликта с АУБ, был конфликт с определённым человеком».
На начало 2012 года в Ассоциации украинских банков оставались, в основном, банки, входящие в 3—4 группу по классификации банковских активов НБУ.
Таким образом, на сегодняшний день Александр Сугоняко в качестве главы АУБ представляет интересы лишь 25 % украинской банковской системы.
Согласно заявлению председателя правления ВТБ Банка Вадима Пушкарёва, «АУБ превратилась в карманный орган, который позиционирует себя больше как защитник мелких банков». Некоторые источники называют причиной того, что Александр Сугоняко баллотируется в Верховную Раду его желание вернуть былой статус представителя всей банковской системы во власти.

## Подозрения в финансовых нарушениях
В 2012 году Ассоциация украинских банков подвергалась проверке со стороны Государственной налоговой инспекции и Генеральной прокуратуры.
Александр Сугоняко заявил: «АУБ не предоставляет услуг, не торгует, не получает прибыли. „Наезд“ налоговиков и прокуратуры является откровенным политическим давлением на организацию за её принципиальную профессиональную позицию и деятельность».

## Отличия и награды
Заслуженный экономист Украины. Награждён медалью „За трудовую доблесть“ (1987 г.) и орденом „За заслуги“ ІІІ степени(1997 г.).

## Научное и публицистическое творчество
Автор книг „Банки: прорастание сквозь постсоциализм“, „Украина: возвращение к себе“ и многочисленных публикаций по вопросам финансов, экономики, политики и духовного возрождения.
- Сугоняко А. А. Призвание Украины (К господам творцам, в Украине сущим). — Луцк: ИМА «Терен», 2010
- Сугоняко А. А. Украина: возвращение к себе. — К. : Юниверс, 2000